# رادنی رابرت پورتر
رادنی رابرت پورتر (انگلیسی: Rodney Robert Porter؛ زاده ۸ اکتبر ۱۹۱۷ درگذشته ۶ سپتامبر ۱۹۸۵) یک دانشمند در زمینه زیست‌شیمی اهل بریتانیا بود.